# Estlandssvenskere
Estlandssvenskerne var et svensktalende mindretal på cirka 10.000 mennesker i det nordvestlige Estland, som kendes siden 1200-tallet. Næsten alle estlandssvenskere flygtede til Sverige under 2. verdenskrig, og kun ganske få er endnu bosat i Estland.

## Folkenavn
Estlandssvenskere er i de nordiske sprog den almindelige betegnelse for mindretallet, analogt med finlandssvenskere. Selv kaldte de sig aibor eller äibor, "øboer", undertiden aibofolke, "øbofolket", fra slutningen af 1800-tallet dog i stigende grad estlandssvenskar. Den estiske betegnelse er rannarootslased, dvs. "kyst-" eller "strandsvenskere".

## Bosættelsesområde
Estlandssvenskerne var bosat i de kystnære egne og på øer ud for kysten, først og fremmest på halvøen Nuckö (estisk: Noarootsi) nord for Hapsal (Haapsalu) og i Rickul-området (Riguldi) nord herfor, samt på øerne Nargö (Naissaar), Stora Rågö (Suur-Pakri), Lilla Rågö (Väike-Pakri), Odensholm (Osmussaar), Ormsö (Vormsi) og Runö (Ruhnu) i Rigabugten, samt i enkelte egne på Dagö (Hiiumaa). Herudover boede en del estlandssvenskere i Tallinn.
Ældre kilder nævner svenske bosættelser i yderligere områder langs det meste af landets nord- og vestkyst samt på Ösel (Saaremaa) og Kynö (Kihnu), men disse befolkninger var assimileret, før 1800-tallets interesse for etnologi begyndte.
I 1781 blev et antal estlandssvenskere på grund af opsætsighed mod adelen flyttet fra Dagö til et område nær Dnipros munding i Ukraine, hvor de grundlagde Gammalsvenskby. I 1929 udvandrede mange af deres efterkommere til Gotland, men enkelte forblev i byen.

## Historie

### Indtil 1900-tallet
Det er uvist, hvornår svenskerne indvandrede, men flere svenske runesten nævner Estland allerede i 1000-tallet. Svenskerne kom muligvis fra Roslagen, Gotland og Finland. Den ældste estiske kilde til svenskernes tilstedeværelse er Hapsals byprivilegier fra 1294, hvor svenskerne i Ösels stift fik visse skattelettelser. I 1500-tallet menes det, at en fjerdedel af befolkningen i Reval (Tallinn) (ca. 1500 personer) var svenske.
Der har igennem århundrederne været mange kontakter til det svenske Finland og til Sverige.
Modsat situationen i Finland, hvor en del af den svensktalende befolkning udgjorde en kulturelite i samfundet, har den estlandssvenske befolkning altid været en gruppe med ringe indflydelse, hvoraf de fleste beskæftigede sig med fiskeri, ekstensivt landbrug, skibsbyggeri og i Tallinn lodsvirksomhed.
Ved nationalbevidsthedens fremkomst i 1800-tallet grundlagdes flere svenske skoler og biblioteker og et seminarium til uddannelse af lærere. På grund af russificeringen i slutningen af århundredet måtte svenskundervisning dog overgå til privat regi.
I 1909 grundlagdes kulturforeningen Svenska Odlingens Vänner, som fra 1918 sammen med den politiske organisation Svenska Folkförbundet udgav bladet Kustbon, der havde stor betydning for udviklingen af en fælles estlandssvensk bevidsthed. Det svenske mindretal udgjorde på dette tidspunkt 9-10.000 mennesker.

### Mellemkrigstiden
Estlands selvstændighed i 1918 betød et stort skridt fremad for vedligeholdelsen af den svenske kultur, da den estiske stat havde vidtgående mindretalsbeskyttelse. Derudover forøgedes mulighederne for støtte fra Sverige til uddannelse og kulturel virksomhed. Der grundlagdes en svensk afdeling af gymnasiet i Haapsalu og en svensk folkehøjskole på Nuckö.
Estlandssvenskerne blev gennemgående mere velhavende, da staten udstykkede herregårdsjordene til småbønder. Desuden kunne man begynde en eksport af landbrugsprodukter og fisk fra de svenske bygder. En del estlandssvenskere søgte periodevis arbejde i finske og svenske byer, blandt andet som tjenestepiger, og rigssvensk sprog fik stærkere indflydelse på dialekterne.
I 1930'erne forværredes forholdene for estlandssvenskerne under Konstantin Päts' autoritære styre, som betød afslutningen på 1920'ernes exceptionelle mindretalspolitik. En del yngre estlandssvenskere udvandrede.

### 2. Verdenskrig og Den Kolde Krig
Udbruddet af 2. Verdenskrig i 1940 betød stort set udslettelsen af svenskheden i Estland. Ved Den Røde Hærs fremmarch i 1944 flygtede titusindvis af estere til Vesteuropa, først og fremmest Sverige, og heriblandt var 8.000 estlandssvenskere. Flugten foregik i både og mindre skibe over Østersøen og efterlod de svenske bygder affolkede.
Efter krigen gendannedes Svenska Odlingens Vänner i Sverige og varetager endnu rollen som kontaktorgan og interesseorganisation for estlandssvenskerne i Sverige.
I Sovjet-Estland var de få tilbageværende estlandssvenskere udsat for forfølgelser og deportationer på grund af tilknytningen til et vesteuropæisk land. Mange måtte flytte fra kystnære områder, da disse gennemgående blev militærzoner. De tilbageblevne var overvejende ældre mennesker, hvis efterkommere var udvandret.

### Efter Den Kolde Krig
Ved Estlands genvundne selvstændighed fra Sovjetunionen i 1991 kunne resterne af den estlandssvenske kultur genopdyrkes. Befolkningsgruppen må betragtes som uddøende; ved Sovjetunionens fald udgjorde den cirka 250 mennesker med svensk modersmål. Imidlertid har flygtningene fået mulighed for at generhverve deres tidligere ejendom i de svenske bygder, og mange opholder sig i Estland om sommeren. Som følge heraf er Nuckö/Noarootsi delkommune siden 1997 officielt tosproget.
Kun ganske få estlandssvenskere er dog flyttet tilbage permanent. En del med bopæl i Sverige har imidlertid generhvervet estisk statsborgerskab, og Svenska Odlingens Vänner har genoprettet en afdeling i Estland. Mange tidligere svenske byer er blevet forsynet med tosprogede byskilte, hvilket dog primært skal ses som en historisk gestus.
Den estiske forfatning giver mulighed for kulturautonomi for mindretal, hvorved mindretallet administrerer sine egne kulturinstitutioner gennem et folkevalgt råd. Estlandssvenskerne har i 2006 oprettet et kulturråd, skønt næsten alle i dag bor i Sverige. Det skyldes, at den estiske stat har afgjort, at befolkningsgruppens flugt var tvungen og retsstridig, og at den ikke kan stilles juridisk ringere som følge af en tidligere uret. For at kunne vælge repræsentanter til rådet skal estlandssvenskerne dog generhverve estisk statsborgerskab; deres efterkommere har også mulighed for at erhverve det.
Der er en voksende interesse for den svenske arv blandt det estiske befolkningsflertal (mange har svenske aner, heriblandt den daværende præsident Lennart Meri), hvilket har ført til, at en del taler svensk som fremmedsprog. I 1990 åbnedes et gymnasium med kostskole på Nuckö/Noarootsi med svenskundervisning som speciale.
Den svensksprogede menighed i Tallinn er genetableret i sin gamle kirke, Sankt Mikaels Kyrka; den søges dog overvejende af rigs- og finlandssvenskere bosat i Tallinn. I forbindelse med kirken opererer også en svensk folkehøjskole med svenskundervisning og sommerkurser samt en svensksproget legestue for børn af rigs- og finlandssvenskere. En forening arbejder på at oprette en svensk skole i byen.

## Dialekt
De estlandssvenske dialekter, der er uddøende, tilhører i lighed med de svenske dialekter i Finland de østsvenske mål og kendetegnes, ligesom dialekterne i det finske Österbotten og sproget på Gotland, ved bevarelsen af de såkaldte "vestnordiske" diftonger, der forekommer i Nordens vestlige og østlige udkantsområder.